# Kristof Goddaert
Kristof Goddaert (Sint-Niklaas, 21 november 1986 – Antwerpen, 18 februari 2014) was een Belgisch wielrenner. In 2009 behaalde hij een 3e plaats in het Belgisch kampioenschap wielrennen voor elite in Aywaille na Tom Boonen en Philippe Gilbert. In 2012 werd hij tweede achter Boonen in het Belgisch kampioenschap te Geel.
Op 18 februari 2014 kwam Goddaert om het leven tijdens een training in Antwerpen. Hij werd nabij het Straatsburgdok overreden door een bus die net vanaf de remise weggereden was naar zijn eerste halte.

## Belangrijkste overwinningen
2006
Hasselt - Spa - Hasselt
 Belgisch kampioenschap tijdrijden, Beloften
2007
3e etappe Ronde van Antwerpen
 Belgisch kampioenschap tijdrijden, Beloften
2008
 Belgisch kampioenschap baanwielrennen, Derny, Elite
2009
Criterium van Sint-Niklaas
Dernycriterium van Heist-op-den-Berg
 Belgisch kampioenschap wielrennen op de weg, Elite
2010
3e etappe Ronde van Wallonië
2012
Dernycriterium van Wilrijk
 Belgisch kampioenschap wielrennen op de weg, Elite

## Resultaten in voornaamste wedstrijden
| Jaar | Milaan-San Remo | Gent-Wevelgem | Ronde van Vlaanderen | Parijs-Roubaix | Parijs-Brussel | Dwars door Vlaanderen | Kuurne-Brussel-Kuurne |  | Wereldranglijsten |
| ---- | --------------- | ------------- | -------------------- | -------------- | -------------- | --------------------- | --------------------- |  | ----------------- |
| 2007 |                 |               |                      |                | 28e            |                       |                       |  |                   |
| 2008 |                 | 102e          |                      | 59e            |                |                       |                       |  |                   |
| 2009 |                 |               | 46e                  | opgave         | Brons          | 10e                   |                       |  | 260e (UWK)        |
| 2010 |                 |               | opgave               | opgave         |                |                       | 13e                   |  |                   |
| 2011 |                 | 8e            | 47e                  | 35e            |                | 12e                   | 10e                   |  | 147e (UWT)        |
| 2012 | 146e            | 37e           | 61e                  | buit.tijd      | 31e            | 43e                   | 129e                  |  |                   |
| 2013 |                 |               | 61e                  | opgave         |                |                       |                       |  |                   |